# Pušćine
Pušćine – wieś w Chorwacji, w żupanii medzimurskiej, w gminie Nedelišće. W 2011 roku liczyła 1289 mieszkańców.